# Сполука Райссерта
Сполу́ка Ра́йссерта (рос. соединение Райссерта, англ. Reissert compound) — хімічна сполука, утворена формальним приєднанням ацильної групи до атома N, а ціаногрупи до атома С зв'язку C–N в хінолінах, ізохінолінах та споріднених азотних гетероциклах. Утворюється при взаємодії хіноліну (чи інших споріднених гетероциклів) з галогенангідридами карбонових кислот та цианідами лужних металів.